# Louhans
Louhans település Franciaországban, Saône-et-Loire megyében. Lakosainak száma 6483 fő (2022. január 1.). Louhans Saint-Usuge, Branges, Bruailles, La Chapelle-Naude, Montagny-près-Louhans, Ratte, Saint-Martin-du-Mont, Sornay és Vincelles községekkel határos.

## Népesség
A település népességének változása:
| Lakosok száma | 6405 | 6354 | 6708 | 6365 | 6399 | 6433 | 6451 | 6454 | 6483 |
|               | 2013 | 2015 | 2016 | 2017 | 2018 | 2019 | 2020 | 2021 | 2022 |